# Šerići (kanton środkowobośniacki)
Šerići – wieś w Bośni i Hercegowinie, w Federacji Bośni i Hercegowiny, w kantonie środkowobośniackim, w gminie Jajce. W 2013 roku liczyła 78 mieszkańców, z czego większość stanowili Boszniacy.